# Bartholomaeus Keckermann
Bartholomaeus Keckermann (né en 1572 à Dantzig et mort dans cette même ville le 25 juillet ou 25 août 1609) est un écrivain allemand, théologien protestant, philosophe, juriste et hébraïsant. Connu pour sa Méthode analytique et pour ses écrits sur la rhétorique et l'homilétique, il est comparé à Gérard Vossius. Son influence fut considérable en Europe du Nord et au Royaume-Uni.

## Biographie
Keckermann fut l'élève de Fabricius[Lequel ?] et étudia aux universités de Wittemberg, Leipzig et Heidelberg, où il devint professeur. En 1601, il retourna à Dantzig, où il fut nommé recteur (1602-1608) du Gymnasium. Ses nombreux ouvrages parurent dans les dernières années de sa brève existence ou à titre posthume.

## Publications
Publications / 
- 1600, Systema logicae, tribus libris adornatum, pleniore praeceptorum methodo, et commentariis scriptis ad praeceptorum illustrationem. Hanoviae: Antonius 1600, 6. ed. 1613; letzte Aufl. 1620
- 1600, Systema grammaticae Hebraeae, sive, sanctae linguae exactior methodus. Hanoviae: Antonius, ca. 1600
- 1602, Systema S. S. Theologiæ, Tribvs Libris adornatum. Methodum ac Dispositione[m] operis Tabvla præfixa adumbrat. Cum indice rerum & verborum locupletissimo. Hanoviæ: Apud Guilielmum Antonium 1602
- 1606, Systema logicae minus succincto praeceptorum compendio tribus libris adornatum … ut sevire possio gymnasio Dantisco. Hanoviae.
- 1607, Systema Ethicæ. Tribus libris adornatum [et] publicis prælectionibus traditum in Gymnasio Dantiscano. Londini, Ex Officina Nortoniana, 1607: auch Hanoviae: Antonius 1607, 2. ed.
- 1607, Systema disciplinae politicae, publicis praelectionibus anno 1606 propositum in gymnasio Dantiscano, a. Seorsim accessit Synopsis disciplinae oeconomicae, eodem auctaure. Hanoviae.
- 1608, Systematis selectorum ius Iustinianeum et feudale concernentium volumen alterum continens quatuor illius partes posteriores. Francofurti ad Moenum: Sauer, Johann Fischer, Peter Erben.
- 1608, Systema rhetorica, in quo artis praecepta plene et methodica traduntur a 1606 privatim propositum in Gymnasio Dantiocano. Hanoviae.